# Bolbocaffer luniferum
Bolbocaffer luniferum är en skalbaggsart som beskrevs av Rudolph Petrovitz 1975. Bolbocaffer luniferum ingår i släktet Bolbocaffer och familjen Bolboceratidae. Inga underarter finns listade.